# A8-as autópálya (Hollandia)
Az A8-as autópálya (hollandul: Rijksweg 8) egy 10,8 km hosszú autópálya Hollandiában. Egyes szakaszokon N8-as autóút a neve.

## Képgaléria

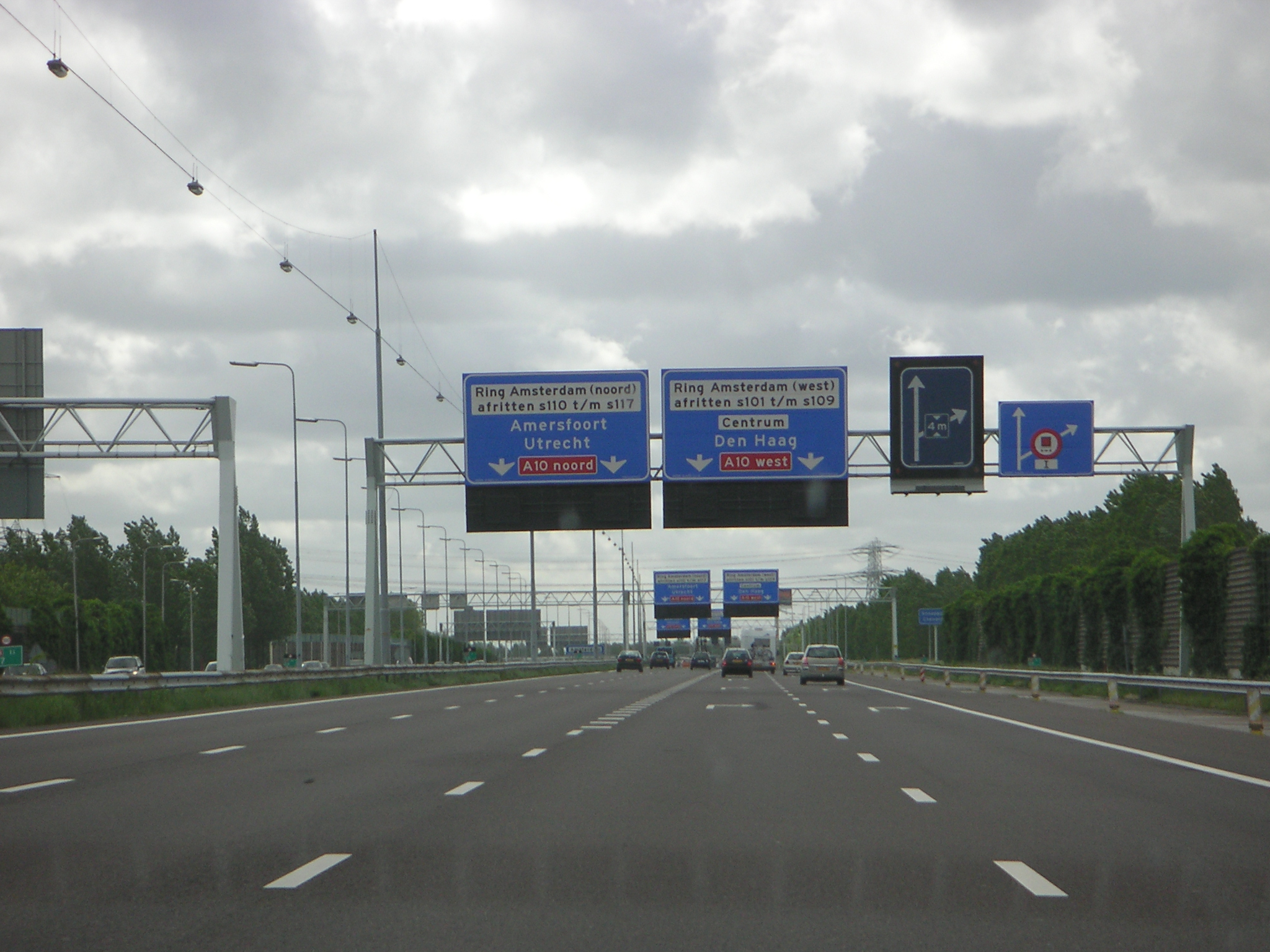